# فيلهيلم كريستيان فايتلينغ
كان فيلهلم كريستيان فايتلينغ (5 أكتوبر من عام 1808- 25 يناير من عام 1871) خياطًا ألمانيًا ومخترعًا وناشطًا سياسيًا راديكاليًا. اكتسب فايتلينغ شهرةً في أوروبا باعتباره منظرًا اجتماعيًا قبل أن يهاجر إلى الولايات المتحدة.
كان فايتلينغ مخترعًا ناجحًا لملحقات آلات الخياطة التجارية، إذ اخترع أجهزة الغرز المزدوجة وأنشأ ثقوب الأزرار، بالإضافة إلى كتابته لمؤلفات سياسية واسعة.

## سيرته

### نشاطه السياسي
انضم فايتلينغ إلى احتجاجات العمال الباريسيين وانخرط في معارك الشوارع في عام 1839، بعد انضمامه إلى العصبة الشيوعية في عام 1837. وصف تريسترام هانت مبادئ فايتلينغ بأنها «مزيج عاطفي للغاية من الشيوعية البابوفية والعقيدة الألفية المسيحية والألفية الشعبوية»:
حث فايتلينغ على تثبيت الشيوعية بالقوة بمساعدة جيش مؤلف من 40 ألف جندي من المدانين السابقين، تماشيًا مع عمل الراديكالي المسيحي فيلستيه دي لامينيه. تبع ذلك إنشاء فايتلينغ لمجتمع بريء (مجتمع ما قبل السقوط الخالي من الخطايا) من الملكية المشتركة والزمالة والانسجام المجتمعي. أعاد فايتلينغ إحياء سياسات القيامة التي تعود إلى القرن السادس عشر «تجديدية العماد في مونستر» والمحاولات الدموية للاسترشاد بها خلال المجيء الثاني للمسيح، في الوقت الذي كافح فيه ماركس وإنجلز في وجه تعقيدات الرأسمالية الصناعية وأنماط الإنتاج الحديثة. جذب مزيج فايتلينغ المتهور من التبشير والشيوعية الآلاف من التلاميذ المتفانين عبر القارة، الأمر الذي أثار انزعاج ماركس وإنجلز كثيرًا.
نُشر أول عمل له في عام 1838 تحت عنوان الجنس البشري كما هو، وكما يجب أن يكون، والذي تُرجم إلى المجرية وغيرها من اللغات الأخرى.
سافر فايتلينغ إلى سويسرا في عام 1841 بعد تمرد البلانكيين الفاشل، وزار جنيف وفيفي ولانجينثال في كانتون برن، واستقر أخيرًا في زيوريخ عام 1843. روج لمذاهب الشيوعية من خلال وعظه ومنشوراته في جميع الأماكن التي زارها، بما في ذلك كتاب ضمانات الانسجام والحرية لعام 1842.
نُشر عمل فايتلينغ إنجيل الخطاة الفقراء في عام 1845، ولكنه كان قد جذب اهتمام السلطات السويسرية بحلول ذلك الوقت. أُلقي القبض عليه وجرت محاكمته بتهمة التحريض الثوري، بالإضافة إلى ازدراء الدين بسبب نشره نصًا يصور يسوع على أنه شيوعي وابن مريم غير الشرعي. أدانته المحكمة وحكمت عليه بالسجن لمدة ستة أشهر.
رُحّل إلى بروسيا بعد إطلاق سراحه. أقام لبعض الوقت في هامبورغ، لكنه غادر بعد ذلك في رحلة متوجهة إلى لندن وترير وإقليم بروكسل العاصمة ومدينة نيويورك.
تتبع فايتلينغ جذور الشيوعية إلى المسيحية المبكرة في كتابه لعام 1847 إنجيل الخطاة الفقراء.
عاد فايتلينغ إلى ألمانيا عند اندلاع الثورة الألمانية 1848–1849 فيها، واعظًا السكان بعدم امتلاك شيوعيته لأي تأثير يُذكر. عاد إلى نيويورك بعد فشل الثورة في عام 1849، وأصبح بذلك أحد داعمي ثورة عام 1848.
وقد أشاد برونو باور ولودفيغ فويرباخ وميخائيل باكونين بكتابه ضمانات الانسجام والحرية، بعد أن التقى الأخير بفايتلينغ في زيوريخ في عام 1843. أشار كارل ماركس في أحد مقالاته في عام 1844 إلى عمل فايتلينغ على أنه «ظهور أدبي عنيف ولامع للعمال الألمان»، على الرغم من اقتراح جون سبارغو أنه «ببساطة كانت مناشدات فايتلينغ الموجهة للعمال كطبقة بحد ذاتها، هي السبب في مدح ماركس لهذا العمل». أكد ماركس على «براعة» فايتلينغ النظرية والفلسفية التي قارنت بشكل إيجابي بين العمال الإنجليز الأكثر «اقتصاديةً» والعمال الفرنسيين الأكثر عمليةً «من الناحية السياسية».

## وصلات خارجية
- فيلهيلم كريستيان فايتلينغ - الأرشيف الماركسي على الإنترنت (بالإنجليزية)
- دليل إلى منشورات فيلهيلم كريستيان فايتلينغ - مكتبة نيويورك العامة (بالإنجليزية)